# 魏根深
魏根深（英語：Endymion Porter Wilkinson，1941年5月15日—）是一位英国汉学家，外交官。中国历史研究学家。

## 生平
毕业于剑桥大学，1964年至1966年在北京语言大学教授英语，因文化大革命终止之后前往美国留学，1970年在刘子健和牟复礼指导下完成博士学位。1994年至2001年担任欧盟驻華兼駐蒙古代表團長。

## 荣誉
2014年被法兰西文学院授予儒莲奖。